# Oreotrochilus
Oreotrochilus é um género de beija-flor da família Trochilidae.
Este género contém as seguintes espécies:
- estrela-de-flancos-vermelhos, colibri-de-cochabamba - Oreotrochilus adela (Orbigny e Lafresnaye, 1838)
- estrela-de-garganta-azul, colibri-do-cerro-de-arcos Oreotrochilus cyanolaemus Sornoza-Molina, Freile, Nilsson et al., 2018
- estrela-do-chimboraço, colibri-do-chimborazo - Oreotrochilus chimborazo (Delattre e Bourcier, 1846)
- estrela-da-puna, colibri-da-puna - Oreotrochilus estella (Orbigny e Lafresnaye, 1838)
- estrela-de-flancos-brancos, colibri-de-flancos-brancos - Oreotrochilus leucopleurus Gould, 1847
- estrela-de-peito-preto, colibri-de-peito-preto - Oreotrochilus melanogaster Gould, 1847
- estrela-de-garganta-azul , colibri-do-cerro-de-arcos - Oreotrochilus cyanolaemus Sornoza-Molina, Freile, Nilsson et al., 2018
- estrela-de-cabeça-verde, colibri-de-stolzmann - Oreotrochilus stolzmanni Salvin, 1895